# Békató
Békató (németül: Krottendorf bei Neuhaus am Klausenbach, szlovénül: Sabjavec) Vasdobra településrésze, egykor önálló község Ausztriában, Burgenland tartományban, a Gyanafalvi járásban.

## Fekvése

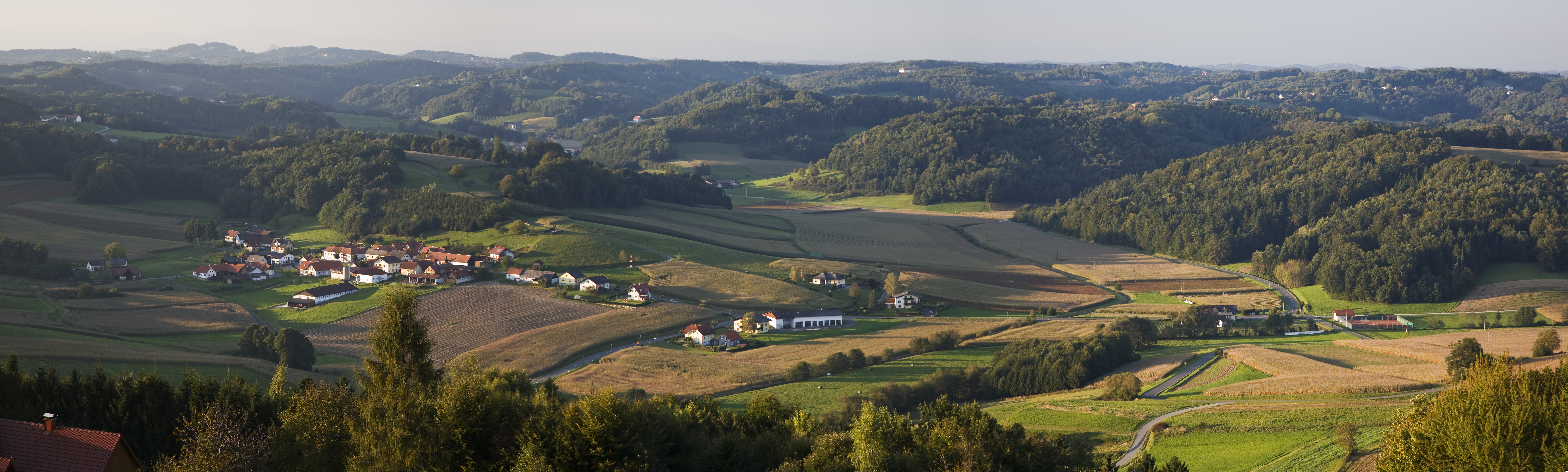
Békatói panoráma

A Gyanfalvától 14 km-re délnyugatra, Burgenland déli csücskében fekszik.

## Története
A települést 1387-ben említik először abban az oklevélben, melyben Zsigmond király a dobrai uradalmat az alsólendvai Széchy családnak adja. Dobra várának tartozéka volt.
1607-ben a dobrai uradalommal együtt a Batthyány család birtoka lett. 1720-ban 6 házat számláltak a településen. 1787-ben 37 házában 213 lakos élt. 1830-ban 32 háza volt 222 lakossal. 1857-ben 34 házat és 250 lakost számláltak itt.
Vályi András szerint " BÉKATÓ. Krottendorf. Német falu Vas Vármegyében, földes Ura Gróf Battyáni Uraság, lakosai katolikusok, fekszik Német Újvárhoz más fél mértföldnyire, középszerű földgye van, réttyei, ’s szőlei is többnyire meglehetősek, erdeje, legelője elég, második Osztálybéli."
Fényes Elek szerint " Békató, német falu, Vas vmegyében, a dobrai uradalomban. Ut. p. Radkersburg."
Vas vármegye monográfiája szerint " Békató kis német község a stájer határon, 38 házzal és 255 r. kath. és ág. ev. lakossal. Postája Vas-Dobra, távirója Gyanafalva. Lakosai a kocsikasfonást mint jövedelmező háziipart űzik."
1910-ben 249, túlnyomórészt német lakosa volt. A trianoni békeszerződésig Vas vármegye Szentgotthárdi járásához tartozott. A békeszerződések Ausztriához csatolták.
1971-ben Vasdobrához csatolták. 2001-ben 142 lakosa volt.

## Külső hivatkozások
- Békató a dél-burgenlandi települések portálján
- A burgenlandi települések történeti lexikona